# Stanisław Woźniak (fizyk)
Stanisław Kazimierz Woźniak (ur. 19 maja 1944 w Janowcu) – polski fizyk, doktor habilitowany nauk fizycznych, specjalizuje się w optyce nieliniowej i elektromagnetooptyce molekularnej, nauczyciel akademicki Uniwersytetu im. Adama Mickiewicza w Poznaniu.

## Życiorys
Studia z fizyki ukończył na poznańskim UAM w 1968, gdzie następnie został zatrudniony i zdobywał kolejne awanse akademickie. Stopień doktorski uzyskał w 1976, a habilitował się w 1988. Zagraniczne staże naukowe odbywał m.in. w Uniwersytecie w Tallahassee w USA (1981-1982) oraz w Uniwersytecie w Zurychu w Szwajcarii (1990-1993). Na macierzystym Wydziale Fizyki UAM pracuje jako profesor nadzwyczajny w Zakładzie Optyki Nieliniowej, gdzie prowadził zajęcia m.in. z fizyki i teorii drgań. Członek Polskiego Towarzystwa Fizycznego. Swoje prace publikował m.in. w "Journal of Computational Methods in Sciences and Engineering" oraz w "Optics Communications".
Jest synem Bernarda i Stanisławy (z domu Nowakowskiej). Żonaty z Marią. Ma córki: Alicję i Agatę. 

## Odznaczenia
- Złoty Krzyż Zasługi (1989).